# Silent Descent
Silent Descent är ett brittiskt metalband från Dartford (England) som grundades år 2004. Bandets musikstil kombinerar metalcore och melodisk death metal med tydliga inslag av trance.
Hittills har bandet släppt tre studioalbum, två EPr och ett remixalbum. Senaste albumets tredje spår Vortex innehåller gästsång från Björn "Speed" Strid.

## Medlemmar

### Nuvarande
- Tom Watling – growl (2005–), sång (2005–2010)
- Tom Callahan – kompgitarr (2005, 2008–), sång, bakgrundssång (2005–), bas (2005–2008)
- Paul Hurrell – keyboard, syntar, bakgrundssång, sång (2008–)
- Jack "Jaco" Oxley – sologitarr, bakgrundssång, sång (2008–)
- Jimmy Huang – bas (2010–)
- Kodi Bramble – trummor (2014–)

### Tidigare medlemmar
- Rich Lawry-Johns – kompgitarr (2005–2008)
- Spencer Haynes – keyboard (2006–2008)
- Nik King – sologitarr (2005–2006)
- Kai Giritli – sologitarr (2006–2008)
- Mr. G – DJ, sampling, programmering (2008–2009)
- Chris "Kipster" Ayling – DJ, sampling, programmering (2009–2012)
- Jak "Sniffles" Coleman – bas (2008–2009)
- Elliot Philpot – trummor (2005–2008)
- Dave Carter – trummor (2008–2010)
- Jerry Sadowski – trummor (2010–2014)

## Diskografi
- Silent Descent (EP) - 2005
- Duplicity (Album) - 2008
- Duplicity Remix (EP) - 2010
- Mind Games (Album) - 2012
- Remind Games (The Kipster Remixes) (Album) - 2014
- Turn to Grey (Album) - 2017